# Chachoengsao
Pour la province de Thaïlande, voir Province de Chachoengsao.
Chachoengsao (thaï ฉะเชิงเทรา ; API : [t͡ɕʰàʔ.t͡ɕʰɤ̄ːŋ.sāw]) est une ville de la région Est de la Thaïlande, chef-lieu de la province de Chachoengsao.
Elle est située sur la rive droite (nord-ouest) de la Bang Pakong et comptait en 2015 environ 80 000 habitants.

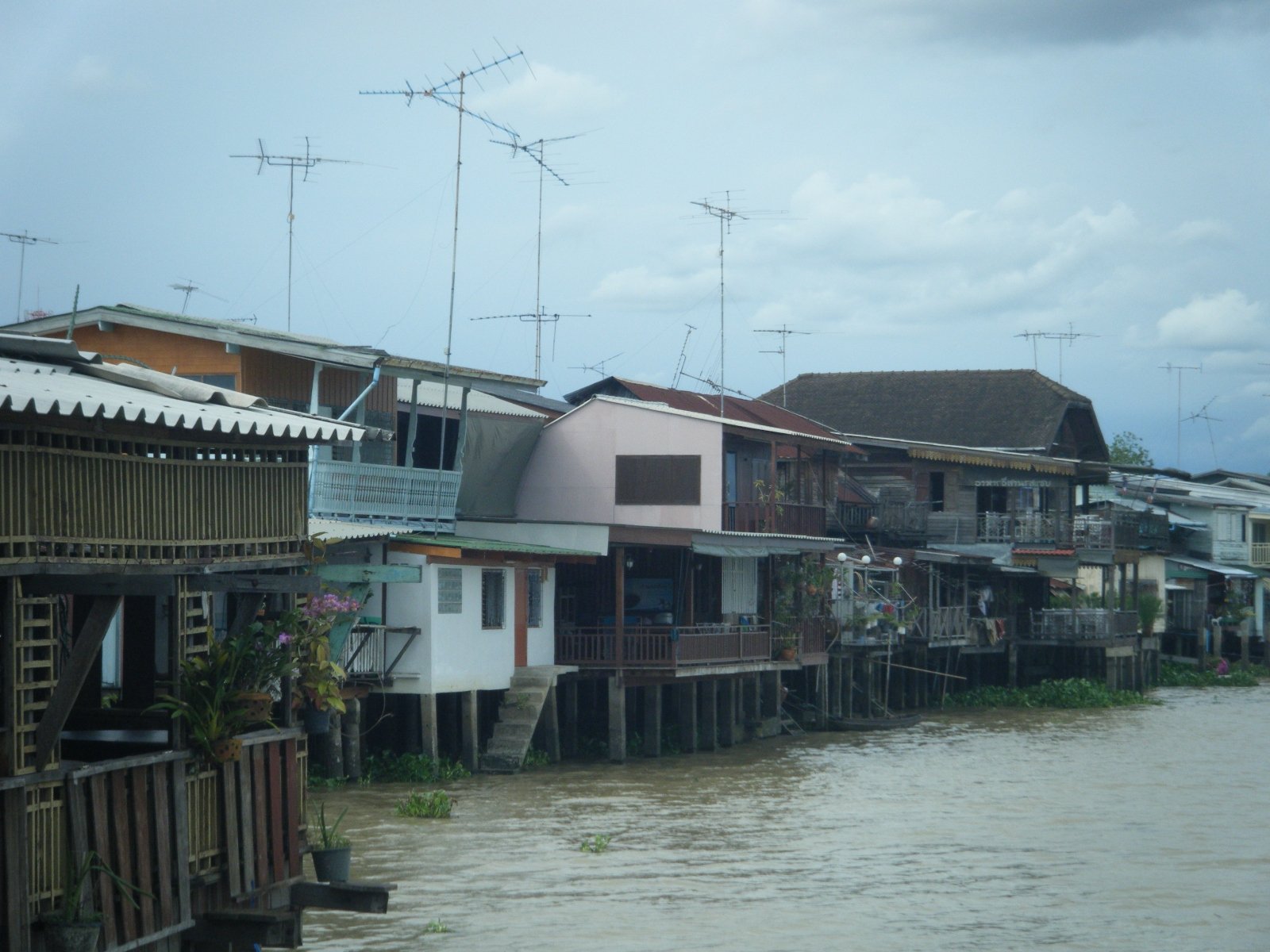
Rive de la Bang Pakong à Chachoengsao.

Son nom Chachoengsao vient d'un mot khmer qui signifie "canal profond" ; elle est aussi connue sous le nom de Paet Rio, qui se traduit par "huit tranches", expression qui vient de la façon de préparer un poisson géant à tête de serpent (channa) très répandu et spécialité culinaire locale.
Ses monuments les plus emblématiques sont :
- le Wat Sothonwararam avec son ubosot (ou bot) haut de 84 m et sa statue de Bouddha Luang Phor Sothon ;
- le "psychédélique" Wat Saman Rattanaram avec son "Big Pink" Phra Pikamnet, la plus imposante représentation géante de Ganesh en Thaïlande, haute de 16 m et longue de 22 m[1].

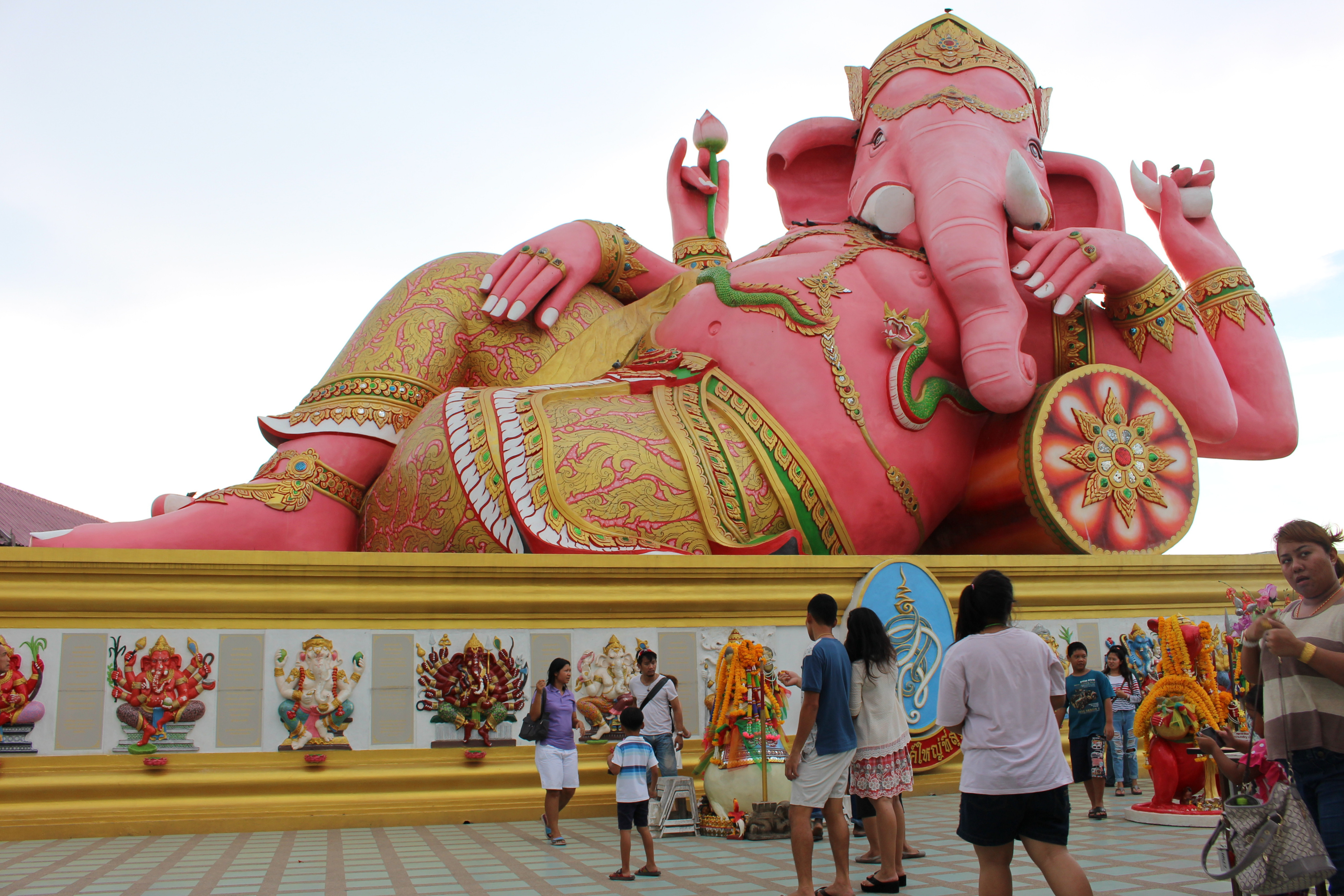
Wat Saman Rattanaram